# Mohammad Mousavi
Seyed Mohammad Mousavi dit Seyed est un joueur iranien de volley-ball né le 22 août 1987 à Dezfoul (Khuzestan). Il mesure 2,03 m et joue central. Il totalise 10 sélections en équipe d'Iran.

## Clubs
- Looleh Sazi Ahwaz 2004-2005
- Petrochimi Bandar Imam 2005–2006
- Paykan Tehran 2006–2011
- Giti Pasand Isfahan 2011–2012
- Kalleh Mazandaran 2012–2013
- Matin Varamin 2013–2014
- Paykan Tehran 2014-

## Palmarès
- Championnat d'Iran (6)
  - Vainqueur : 2007, 2008, 2009, 2010, 2011, 2013